# Шмелльн
Шмелльн (нім. Schmölln) — місто в Німеччині, розташоване в землі Тюрингія. Входить до складу району Альтенбургер-Ланд.
Площа — 41,60 км2. Населення становить 13 684 ос. (станом на 31 грудня 2021).